# Premi e riconoscimenti di Keira Knightley

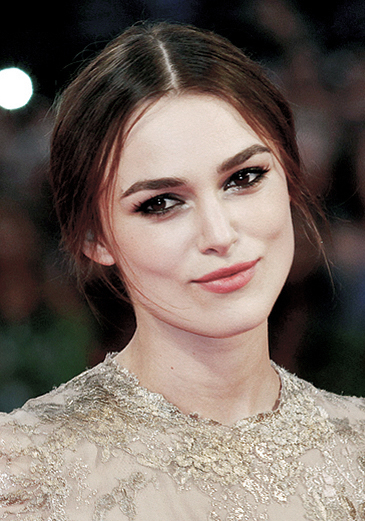
Keira Knightley nel 2011

Questa è la lista dei principali premi e riconoscimenti di Keira Knightley. 

## Premi cinematografici e televisivi

### Principali
- Premio Oscar
  - 2006 – Candidatura alla miglior attrice per Orgoglio e pregiudizio[1]
  - 2015 – Candidatura alla miglior attrice non protagonista per The Imitation Game[2]

- Golden Globe
  - 2006 – Candidatura alla miglior attrice in un film commedia o musicale per Orgoglio e pregiudizio[3]
  - 2008 – Candidatura alla miglior attrice in un film drammatico per Espiazione[4]
  - 2015 – Candidatura alla miglior attrice non protagonista per The Imitation Game[5]
  - 2025 – Candidatura alla miglior attrice in una serie drammatica per Black Doves

- British Academy Film Awards
  - 2008 – Candidatura alla miglior attrice per Espiazione
  - 2015 – Candidatura alla miglior attrice non protagonista per The Imitation Game[6]
- Screen Actors Guild Awards
  - 2015 – Candidatura al miglior cast per The Imitation Game
  - 2015 – Candidatura alla miglior attrice non protagonista per The Imitation Game

### Altri
- Audience Awards
  - 2008 – Candidatura alla miglior attrice internazionale per Espiazione

- British Independent Film Awards
  - 2005 – Variety Award
  - 2009 – Candidatura alla miglior attrice per La duchessa
  - 2011 – Candidatura alla miglior attrice per Non lasciarmi
  - 2014 – Candidatura alla miglior attrice per The Imitation Game

- Critics' Choice Awards
  - 2006 – Candidatura alla miglior attrice per Orgoglio e pregiudizio[7]
  - 2015 – Candidatura alla miglior attrice non protagonista per The Imitation Game[8]
  - 2015 – Candidatura alla miglior canzone (Lost Stars) per Tutto può cambiare[8]
  - 2025 – Candidatura alla miglior attrice in una serie drammatica per Black Doves

- Character And Morality In Entertainment Awards
  - 2006 – Character And Morality In Entertainment per Orgoglio e pregiudizio

- Chicago Film Critics Association Award
  - 2006 – Candidatura alla miglior attrice per Orgoglio e pregiudizio

- Cinescape Genre Face of the Future Award
  - 2004 – Candidatura per La maledizione della prima luna

- Dallas-Fort Worth Film Critics Association Award
  - 2006 – Candidatura alla Miglior attrice per Orgoglio e pregiudizio
  - 2014 – Candidatura alla miglior attrice non protagonista per The Imitation Game

- Empire Awards
  - 2002 – Candidatura al miglior debutto per The hole
  - 2003 – Candidatura per miglior attrice britannica per Sognando Beckham
  - 2004 – Candidatura alla miglior attrice britannica per La maledizione della prima luna
  - 2005 – Candidatura alla Miglior attrice britannica per King Arthur
  - 2006 – Candidatura alla miglior attrice per Orgoglio e pregiudizio
  - 2007 – Candidatura alla miglior attrice per Pirati dei Caraibi - La maledizione del forziere fantasma
  - 2008 – Miglior attrice per Espiazione
  - 2015 – Candidatura alla miglior attrice The Imitation Game[9]

- European Film Awards
  - 2013 – Candidatura alla miglior attrice per Anna Karenina

- Evening Standard British Film Awards
  - 2008 – Candidatura alla miglior attrice per Espiazione
  - 2011 – Candidatura alla miglior attrice per Non lasciarmi

- Gold Derby Awards
  - 2006 – Candidatura alla miglior attrice per Orgoglio e pregiudizio
  - 2008 – Candidatura al miglior cast per Espiazione

- Golden Schmoes Awards
  - 2003 – Candidatura alla celebrità preferita[10]
  - 2003 – Miglior T&A dell'anno per Pirati dei Caraibi - La maledizione della prima luna[10]
  - 2003 – Miglior performance rivelazione per Pirati dei Caraibi - La maledizione della prima luna[10]
  - 2005 – Candidatura alla miglior attrice per Orgoglio e pregiudizio[11]

- Golden Wave Award
  - 2003 – Miglior attrice per Sognando Beckham

- Hollywood Film Festival
  - 2005 – Miglior attrice all'avanguardia per King Arthur

- Irish Film and Television Award
  - 2004 – Miglior attrice internazionale per La maledizione della prima luna
  - 2005 – Miglior attrice internazionale per King Arthur

- London Critics Circle Film Awards
  - 2003 – Miglior nuova attrice per Sognando Beckham
  - 2006 – Candidatura alla miglior attrice per Orgoglio e pregiudizio
  - 2008 – Candidatura alla attrice britannica dell'anno per Espiazione

- MTV Movie Awards
  - 2004 – Candidatura alla miglior performance per La maledizione della prima luna
  - 2007 – Candidatura alla miglior Performance femminile per Pirati dei Caraibi - Ai confini del mondo
  - 2007 – Candidatura alla miglior Performance femminile
  - 2007 – Candidatura alla miglior performance per Pirati dei Caraibi - La maledizione del forziere fantasma

- National Movie Awards
  - 2007 – Candidatura alla miglior attrice per Pirati dei Caraibi - Ai confini del mondo

- National Society of Film Critics
  - 2006 – Miglior attrice per Orgoglio e pregiudizio

- Online Film Critics Society Award
  - 2003 – Candidatura alla miglior Breakthrough Performance per Sognando Beckham
  - 2006 – Candidatura alla miglior attrice per Orgoglio e pregiudizio

- People's Choice Awards
  - 2005 – Candidatura alla miglior attrice in un film d'azione
  - 2007 – Miglior attrice per Pirati dei Caraibi - Ai confini del mondo
  - 2007 – Miglior coppia per Pirati dei Caraibi - La maledizione del forziere fantasma
  - 2009 – Candidatura alla Favorite Female Movie Star per La duchessa
  - 2013 – Candidatura alla miglior attrice in un film drammatico

- Phoenix Film Critics Society
  - 2004 – Candidatura al miglior cast per Love Actually
  - 2003 – Candidatura alla miglior attrice per Sognando Beckham
  - 2004 – Candidatura alla miglior attrice per La maledizione della prima luna
  - 2014 – Miglior attrice non protagonista per The Imitation Game

- Rembrandt Award
  - 2008 – Miglior attrice per Espiazione

- Satellite Award
  - 2006 – Candidatura alla miglior attrice per Orgoglio e pregiudizio
  - 2008 – Candidatura alla miglior attrice per Espiazione
  - 2012 – Candidatura alla Migliore attrice Anna Karenina[12]
  - 2015 – Candidatura alla miglior attrice non protagonista per The Imitation Game

- Saturn Award
  - 2004 – Candidatura al Cinescape Genre Face of the Future Award per La maledizione della prima luna
  - 2004 – Candidatura alla miglior attrice non protagonista per La maledizione della prima luna
  - 2011 – Candidatura alla miglior attrice non protagonista per Non lasciarmi[13]
  - 2012 – Candidatura alla miglior attrice per A Dangerous Method[14]

- SFX awards
  - 2004 – Miglior attrice per La maledizione della prima luna

- Teen Choice Awards
  - 2004 – Candidatura alla Miglior rivelazione femminile per King Arthur e La maledizione della prima luna
  - 2004 – Movie Liplock per La maledizione della prima luna
  - 2005 – Candidatura alla miglior attrice in un d'azione/di avventura/thriller King Arthur
  - 2006 – Candidatura alla miglior attrice in un film drammatico Orgoglio e pregiudizio
  - 2006 – Movie Hissy Fit per Pirati dei Caraibi - La maledizione del forziere fantasma
  - 2006 – Movie Scream per Pirati dei Caraibi - La maledizione del forziere fantasma
  - 2007 – Miglior attrice per  Pirati dei Caraibi - Ai confini del mondo
  - 2007 – Movie Liplock per Pirati dei Caraibi - La maledizione del forziere fantasma
  - 2008 – Miglior attrice per Espiazione
  - 2017 – Candidatura al miglior bacio (condiviso con Orlando Bloom) per Pirati dei Caraibi - La vendetta di Salazar
  - 2019 – Candidatura alla miglior attrice in un film fantasy/sci-fi per Lo schiaccianoci e i quattro regni[15]

- Vancouver Film Critics Circle Awards
  - 2012 – Candidatura alla miglior attrice per A Dangerous Method

- Visual Effects Society
  - 2004 – Candidatura alla miglior attrice per La maledizione della prima luna

- Washington D.C. Area Film Critics Association
  - 2004 – Miglior cast per Love Actually
  - 2006 – Candidatura alla miglior attrice per Orgoglio e pregiudizio

- Women Film Critics Circle
  - 2019 – Seconda classificata come migliore eroina del cinema per Official Secrets - Segreto di stato
  - 2019 – Candidatura alla miglior attrice per Official Secrets - Segreto di stato
  - 2019 – Candidatura alla miglior coppia sullo schermo (condivisa con Adam Bakri) per Official Secrets - Segreto di stato[16]

## Premi teatrali
- Evening Standard Theatre Award - The Natasha Richardson Award for Best Actress
  - 2010 – Candidatura alla miglior attrice per The Children's Hour

- Laurence Olivier Awards
  - 2010 – Candidatura alla miglior attrice non protagonista per The Misanthrope